# Demián Rugna
Demián Rugno (Haedo, 13 settembre 1979) è un regista e sceneggiatore argentino.

## Biografia
Dopo aver conseguito una laurea in design audiovisivo presso l'Universidad de Morón nel 2003, ha fatto il suo esordio alla regia di un lungometraggio nel 2007 con La última entrada. Il successo sarebbe arrivato dieci anni più tardi con Terrorizzati e riconfermato nel 2023 con When Evil Lurks, vincitore del Premio al miglior film del Festival del Cinema di Sitges

## Filmografia parziale
- La última entrada (2007)
- No sabés con quién estás hablando (2016)
- Terrorizzati (Aterrados) (2017)
- When Evil Lurks (Cuando acecha la maldad) (2023)